# Studio 24
Ne doit pas être confondu avec Studio 54.
Studio 24 est un studio de tournage ou de répétition pour le cinéma ou la télévision, mais aussi une salle de spectacles pour des répétitions ou représentations théâtrales. Le Studio 24 accueille aussi régulièrement des répétitions de l'Opéra de Lyon et des spectacles de danse notamment lors de Biennale de la Danse de Lyon. Studio 24 a été créé en 2002 par Roger Planchon, avec l'appui de Raymond Terracher. et est situé à Villeurbanne, au 24 rue Émile Decorps. Le studio est doté d'un plateau insonorisé de 900 m2 entièrement modulable. Il a été financé par la ville, l'État, la Communauté urbaine et le conseil régional.
Le premier film à avoir été tourné dans le studio fut Rencontre avec le dragon d'Hélène Angel. Studio 24 a aussi accueilli plusieurs saisons du tournage de la série Kaamelott.
En 2009, deux nouveaux studios de tournage (Lumière 1 et 2) ont été inaugurés à proximité immédiate du Studio 24, sur le Pôle Pixel qui regroupe plus de 100 entreprises de l'image, du cinéma et des nouveaux médias. Ces nouveaux plateaux permettent d'offrir avec le Studio 24 une surface de tournage de plus de 2000 m2 avec 700 m2 de loges et de bureaux, une activité regroupée sous le nom de Rhône-Alpes Studios.

## Films et séries tournés
(au moins en partie - classés par année de sortie)
 Sauf indication contraire, les informations mentionnées dans cette section peuvent être confirmées par la base de données cinématographiques IMDb,  présente dans la section « Liens externes ».
- 2003 : Rencontre avec le dragon[2]
- 2004 : Brodeuses[2], Ne quittez pas !, Nos amis les flics
- 2005 : Un fil à la patte[2] (scènes de l'appartement de Bois d'Enghien)
- 2009 et 2011 : Interpol
- 2009 : L'Âge de raison de Yann Samuell
- 2009 : Noir Océan de Marion Hänsel
- 2010 : Les Lyonnais d'Olivier Marchal
- 2011 : Goodbye Morocco de Nadir Moknèche
- 2013 : Bon Rétablissement ! de Jean Becker

- 2015 : Ma vie de courgette de Claude Barras